# Regione baltica

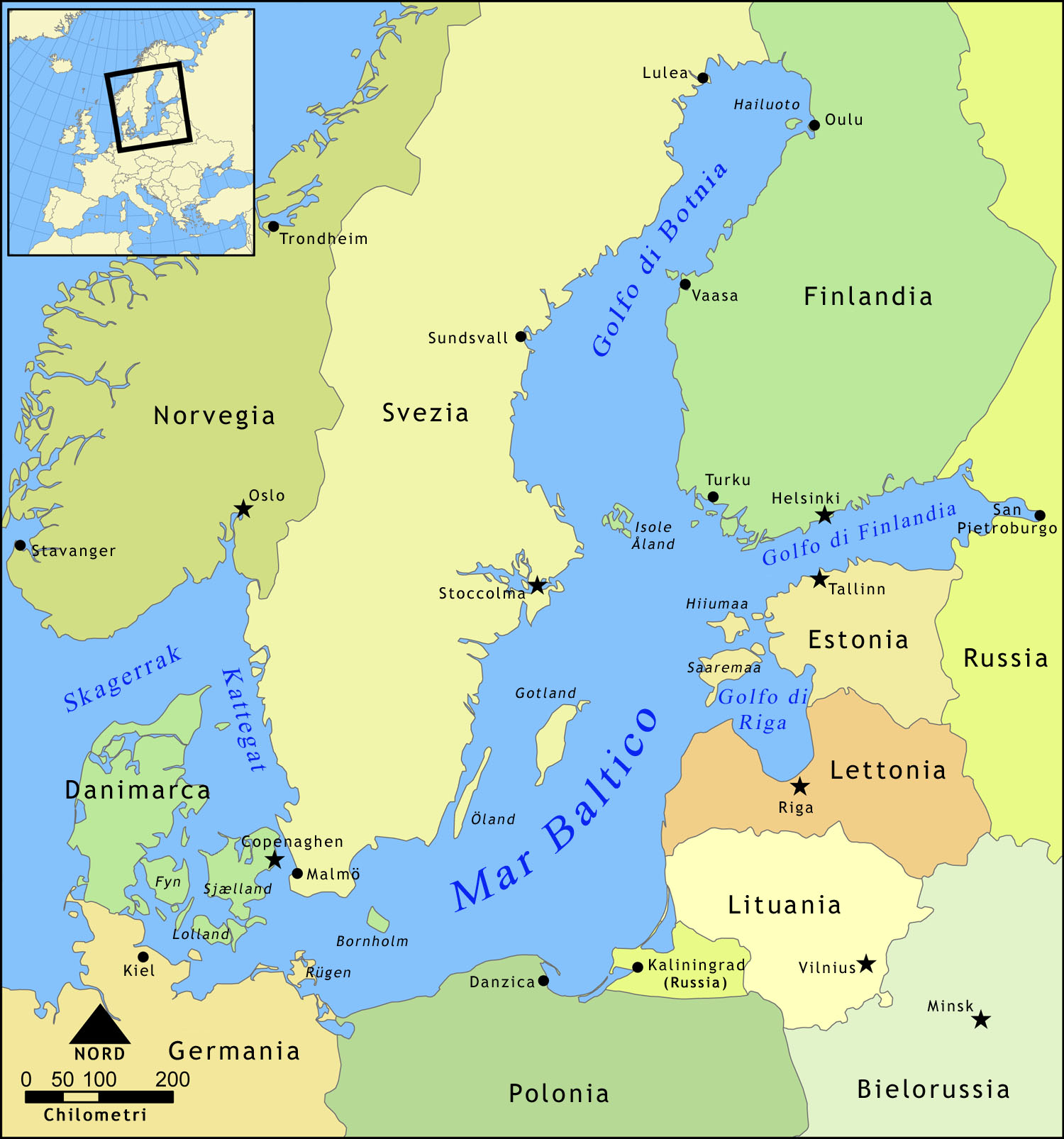
Gli Stati che confinano con il mar Baltico

Regione baltica è un termine utilizzato per denominare le regioni che si affacciano sul mar Baltico. La sua corrispondenza geografica varia in funzione del contesto e dell'interpretazione del termine stesso.

## Descrizione
A seconda del contesto, regione baltica può significare:
- gli attuali Paesi Baltici: Estonia, Lettonia e Lituania, più l'exclave russa dell'Oblast' di Kaliningrad.
- la Prussia Orientale e le regioni storiche della Livonia, Curlandia e Estonia
- i governatorati baltici della Russia imperiale
- l'intero lato est del Mar Baltico, comprese le terre della Finlandia
- i Paesi Baltici, più alcune zone di Danimarca, Polonia, Svezia, Germania e Russia

## Etimologia
Baltico deriva dalla radice di una lingua proto indo-europea balt-, che significa "bianco", per cui mar Baltico significa "mare bianco".